# Željko Ivanek
Željko Ivanek (Ljubljana, 15 d'agost de 1957) és un actor eslovè naturalitzat estatunidenc.

## Biografia
Ivanek va néixer a Ljubljana, RP Eslovènia, FPR Iugoslàvia, i Vojka nee Šimić. A la família de Ferdo Ivanek (1923–2021), originari de Varaždin, Croàcia, El 1960, Željko, la mare i el germà petit, Ivan, van emigrar a Palo Alto, Califòrnia, on el seu pare treballava com a ajudant d'investigació al Departament d'Enginyeria Elèctrica de la Universitat Stanford. La seva mare també va treballar a la Universitat Stanford com a gestora de projectes.
Després d'una estada de dos anys, el 1962, la família es va traslladar a Eslovènia durant cinc anys i després va tornar a Palo Alto el 1967. Després d'haver actuat en nombroses obres de teatre comunitari a l'àrea de la badia de San Francisco, es va graduar a l'Ellwood P. Cubberley High. Escola a Palo Alto el 1975. Ivanek es va graduar en teatre a la Universitat Yale el 1978 i després va assistir a l'Acadèmia de Música i Art Dramàtic de Londres.

## Filmografia

### Cinema
| Any  | Títol                                     | Paper                                  | Notes                        |
| ---- | ----------------------------------------- | -------------------------------------- | ---------------------------- |
| 1982 | The Soldier                               | Bomber / Dona de la neteja             |                              |
| 1982 | Tex                                       | Mark Jennings                          | Acreditat com a "Hitchhiker" |
| 1982 | The Sender                                | John Doe #83 / The Sender              |                              |
| 1984 | Mass Appeal                               | Mark Dolson                            |                              |
| 1987 | Rachel River                              | Momo                                   |                              |
| 1990 | Artificial Paradise                       | Willy                                  |                              |
| 1992 | El codi d'honor                           | Mr. Cleary                             |                              |
| 1996 | Tempesta blanca                           | Capità de la Guàrdia Costanera Sanders |                              |
| 1996 | Courage Under Fire                        | Ben Banacek                            |                              |
| 1996 | Infinity                                  | Bill Price                             |                              |
| 1996 | Com triomfar a Wall Street                | SEC Agent Thompkins                    |                              |
| 1997 | Donnie Brasco                             | Tim Curley                             |                              |
| 1997 | Julian Po                                 | Tom Potter                             |                              |
| 1998 | Nowhere to Go                             | Jack Walker                            |                              |
| 1998 | A Civil Action                            | Bill Crowley                           |                              |
| 1999 | Snow Falling on Cedars                    | Dr. Whitman                            |                              |
| 2000 | Dancer in the Dark                        | District Attorney                      |                              |
| 2001 | Hannibal                                  | Dr. Cordell Doemling                   |                              |
| 2001 | Black Hawk Down                           | Gary L. Harrell                        |                              |
| 2002 | Unfaithful                                | Detectiu Dean                          |                              |
| 2003 | Dogville                                  | Ben                                    |                              |
| 2004 | The Manchurian Candidate                  | Vaughn Utly                            |                              |
| 2005 | Manderlay                                 | Dr. Hector                             |                              |
| 2006 | The Hoax                                  | Ralph Graves                           |                              |
| 2007 | Live Free or Die Hard                     | Molina                                 |                              |
| 2008 | Amagats a Bruges                          | Noi canadenc                           |                              |
| 2011 | Tower Heist                               | El director de l'FBI Mazin             |                              |
| 2012 | El lladre de paraules                     | Joseph Cutler                          |                              |
| 2012 | The Bourne Legacy                         | Dr. Donald Foite                       |                              |
| 2012 | Argo                                      | Robert Pender                          |                              |
| 2016 | X-Men: Apocalypse                         | Científic del Pentàgon                 |                              |
| 2017 | Three Billboards Outside Ebbing, Missouri | Cedric Connolly                        |                              |
| 2020 | The Courier                               | John A. McCone                         |                              |
| 2021 | The Last Duel                             | Le Coq                                 |                              |

### Televisió
| Any          | Títol                             | Paper                                           | Notes                    |
| ------------ | --------------------------------- | ----------------------------------------------- | ------------------------ |
| 1984         | Great Performances                | March Hare                                      | 12x02                    |
| 1987         | American Playhouse                | George Deever                                   | episodi: 6x01            |
| 1987         | A cor obert                       | Mark Dolson                                     | episodi: 5x18            |
| 1987         | Echoes in the Darkness            | Vince Valaitis                                  | 2 episodis               |
| 1990         | L.A. Law                          | Joel Lassen                                     | episodi: 4x16            |
| 1991         | Aftermath: A Test of Love         | Phillip Swann                                   |                          |
| 1993–1999    | Homicide                          | Ed Danvers                                      | 37 episodis              |
| 1993–2004    | Law & Order                       | Ed Danvers / Mr. Capplin                        | 4 episodis               |
| 1994         | The X-Files                       | Roland Fuller / Dr. Arthur Grable               | episodi: 1x23            |
| 1995         | Truman                            | Eddie Jacobsen                                  | Pel·lícula de televisió  |
| 1995         | S'ha escrit un crim               | Eddie Saunders                                  | episodi: 12x05           |
| 1997         | Frasier                           | Dr. Arnold Shaw                                 | episodi: 4x14            |
| 1997         | Millennium                        | Dr. Daniel "Danny" Miller                       | episodi: 1x17            |
| 1997         | Ally McBeal                       | Marshal Pink                                    | episodi: 1x07            |
| 1997–2003    | Oz                                | Governador James Devlin                         | 27 episodis              |
| 1997         | The Practice                      | Mark McGovern / Steven Sanders / Matthew Davies | episodis: 2x13-5x18-7x05 |
| 1998         | From the Earth to the Moon        | Ken Mattingly                                   | 1 episodi                |
| 1998         | The Rat Pack                      | Robert Francis Kennedy                          | Pel·lícula de televisió  |
| 2000         | ER                                | Bruce Resnick                                   | episodi: 7x08            |
| 2002         | Crossing Jordan                   |                                                 | episodi: 1x20            |
| 2002         | 24                                | Andre Drazen                                    | 15 episodis              |
| 2002         | The Twilight Zone                 | ER chief                                        | episodi: 1x11            |
| 2003         | The West Wing                     | Steve Atwood                                    | episodis: 4x23-5x01-5x02 |
| 2003         | The Reagans                       | Michael Deaver                                  | Pel·lícula de televisió  |
| 2004         | Touching Evil                     | Ronald Hinks                                    | episodi: 1x01            |
| 2005         | NYPD Blue                         | Justin Deroos                                   | episodi: 12x03           |
| 2005         | CSI: Crime Scene Investigation    | Andrew Melton                                   | episodi: 5x13            |
| 2006         | Law & Order: Special Victims Unit | Everett Drake                                   | episodi: 7x14            |
| 2006         | Bones                             | Carl Decker                                     | episodi: 1x11            |
| 2006         | Cold Case                         | John Doe                                        | episodi: 3x16            |
| 2006         | Shark                             | Eliot Dasher                                    | episodis: 1x02-1x06      |
| 2007         | Lost                              | Edmund Burke                                    | episodi: 3x07            |
| 2007–2010    | Danys i perjudicis                | Raymond "Ray" Fiske                             | 16 episodis              |
| 2008         | John Adams                        | John Dickinson                                  | 2 episodis               |
| 2008         | Numb3rs                           | William Fraley                                  | episodi: 4x18            |
| 2008         | House, MD                         | Jason                                           | episodi: 5x09            |
| 2009         | Herois                            | Emile "The Hunter" Danko                        | 12 episodis              |
| 2009–2010    | Big Love                          | J.J.                                            | 12 episodis              |
| 2008–2010    | The Mentalist                     | Dr. Linus Wagner                                | episodis: 1x01-3x08      |
| 2010–2011    | True Blood                        | Magister                                        | 22 episodis              |
| 2012–2013    | The Mob Doctor                    | Dr. Stafford White                              | 13 episodis              |
| 2013–2014    | Revolution                        | Dr. Calvin Horn                                 | 5 episodis               |
| 2013         | White Collar                      |                                                 | episodi: 5x08            |
| 2014         | Banshee                           | Jim Racine                                      | episodis: 2x01-2x05-2x10 |
| 2014         | The Americans                     | John Skeevers                                   | episodi: 2x11            |
| 2014–2015    | Suits                             | Eric Woodall                                    | 4 episodis               |
| 2014–2019    | Madam Secretary                   | Russell Jackson                                 | 102 episodis             |
| 2022         | Now and Then                      | Sullivan                                        | 8 episodis               |
| 2022         | Let the Right One In              | Arthur                                          | 4 episodis               |
| 2023–present | The Walking Dead: Dead City       | Mile Jurkovic "El Croat"                        | 13 episodis              |